# Grand-Manil
Grand-Manil is een plaats en deelgemeente van de Belgische gemeente Gembloers. Grand-Manil ligt in de Waalse provincie Namen. Tot 1 januari 1965 was het een zelfstandige gemeente.

## Bezienswaardigheden
- De Sint-Theresia van het Kind Jezuskerk (Église Sainte-Thérèse de l'Enfant Jesus) is een bakstenen kerkgebouw, naar ontwerp van Victor Marres, met enige kenmerken van art deco. De kerk werd samen met de pastorie ontworpen en gebouwd in 1930-1931. [1]
- Het Château de la Tour heeft een 13e-eeuwse donjon. De neoclassicistische gebouwen zijn van 1845. De door planten overwoekerde hofkapel is mogelijk uit dezelfde tijd als de donjon. Het geheel ligt in een ommuurd, maar verwaarloosd, park.
- De Moulin Frère is een onderslagmolen op de Orneau.

## Natuur en landschap
Grand-Manil ligt aan de Orneau. Het is vastgebouwd aan Gembloux. De hoogte aan de kerk is 145 meter.

## Demografische ontwikkeling
- Bronnen:NIS, Opm:1831 tot en met 1961=volkstellingen

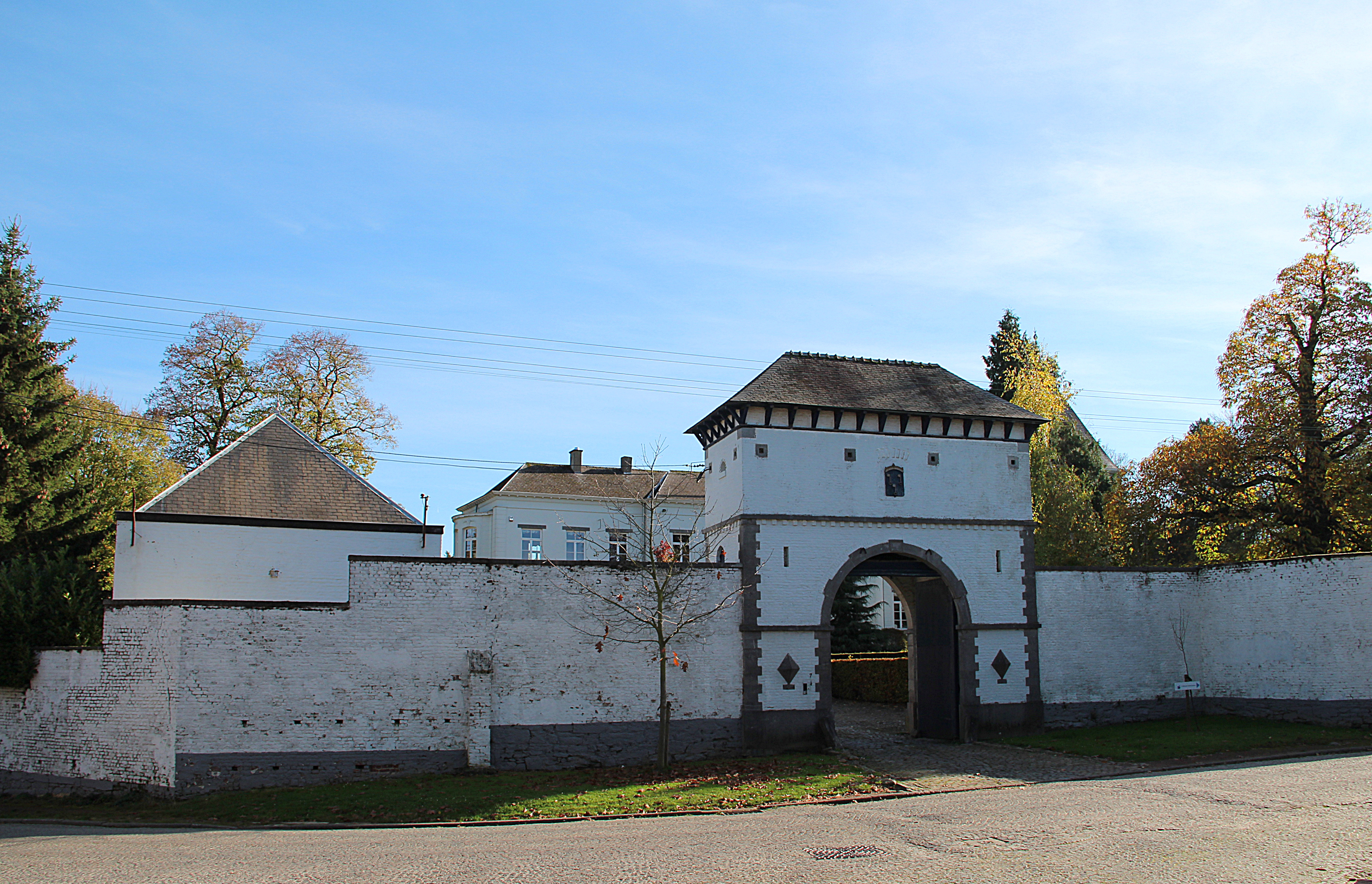
Château de la Tour
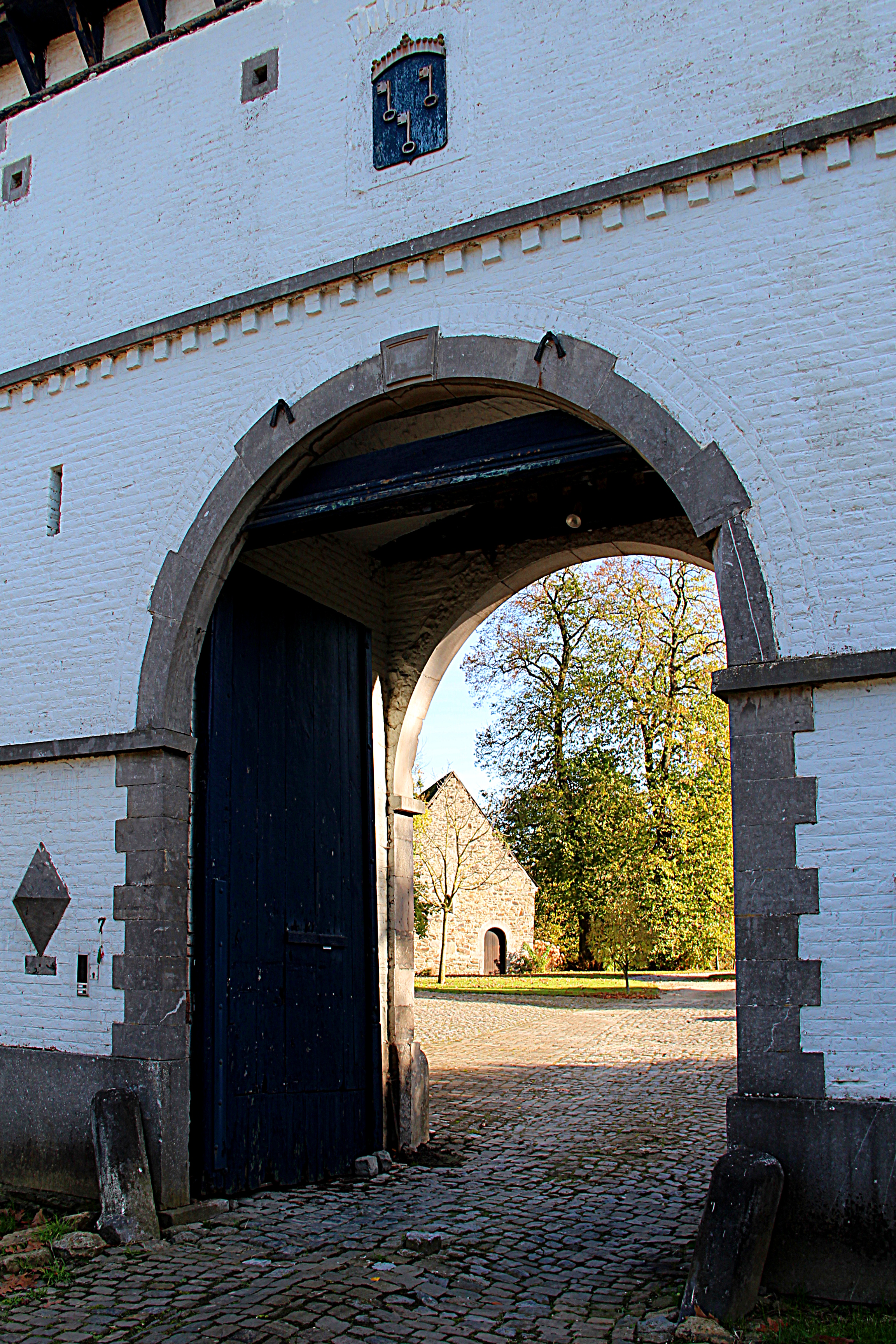
Idem, poort
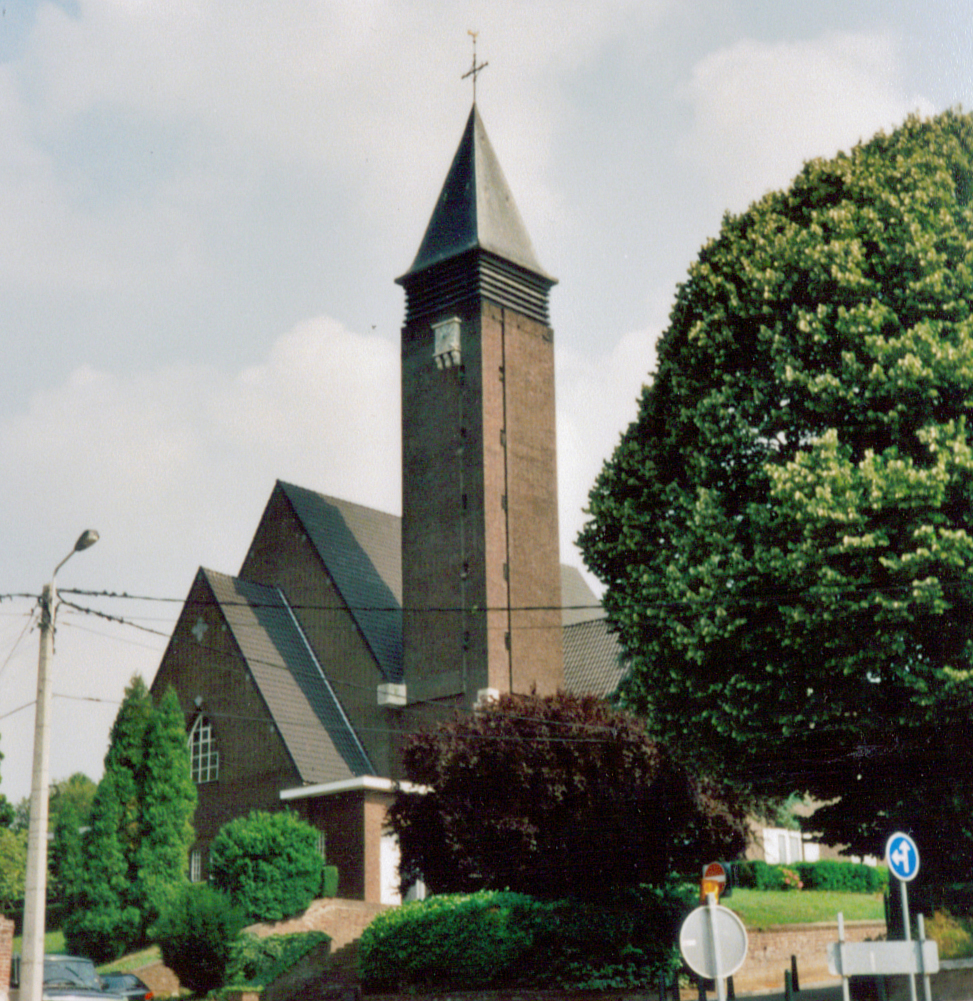
Parochiekerk van Grand-Manil

## Nabijgelegen kernen
Gembloux, Cortil, Corroy-le-Château
Deelgemeenten: Beuzet · Bossière · Bothey · Corroy-le-Château · Ernage · Gembloers · Grand-Leez · Grand-Manil · Isnes · Lonzée · Mazy · Sauvenière

Overige plaatsen: Baudecet · Ferooz · Golzinne · Liroux · Petit-Leez · Vichenet

Belgische gemeenten · arrondissement Namen · provincie Namen · Wallonië